# Parc national de Wind Cave
Le parc national de Wind Cave (en anglais Wind Cave National Park) est un parc national américain situé dans l'État du Dakota du Sud. Il possède parmi les plus longues et complexes grottes du monde, qui furent protégées dès 1903, par le président Theodore Roosevelt. Il s'agissait alors du premier parc national américain créé pour protéger une cavité souterraine. Le parc présente également 11 450 hectares de prairies et de forêts de conifères. Les grottes sont connues pour leurs formations particulières de calcite ressemblant à des nids d'abeilles.

## Grottes
La Wind Cave est la sixième plus longue du monde , avec 226 kilomètres explorés en 2018, et celle qui possède le plus gros volume de passage. Elle fut nommée « Wind Cave » (« Grotte du Vent ») à cause du courant d'air bruyant qui s'échappait de son orifice lors de sa découverte. Large et extrêmement complexe, Wind Cave a subi de nombreux changements géologiques et le processus de poursuit. On trouve dans les grottes des filonnets de calcite en relief appelés « boxwork », et 90 % des boxwork trouvés dans le monde se trouvent dans ces grottes.

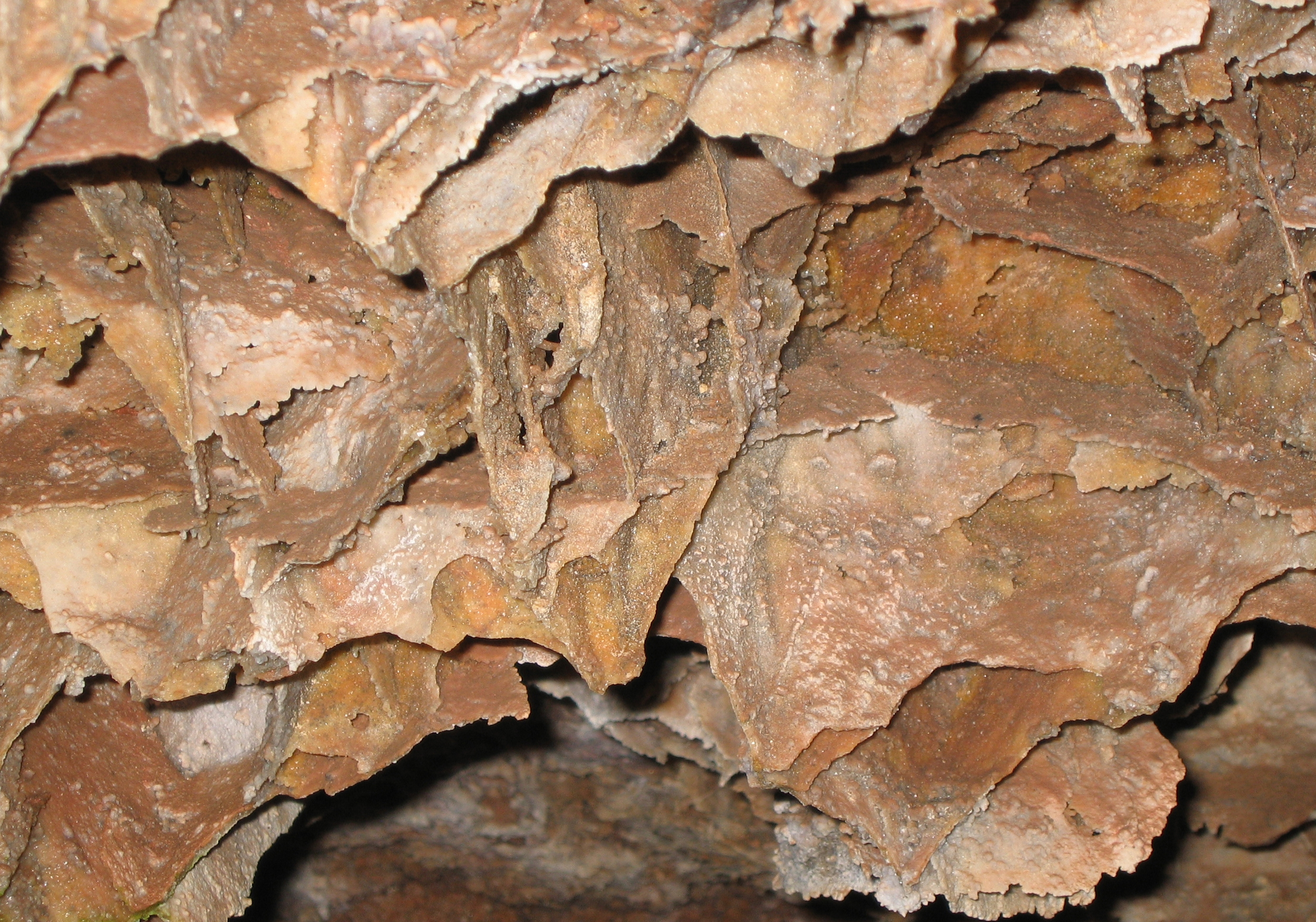
Boxwork.
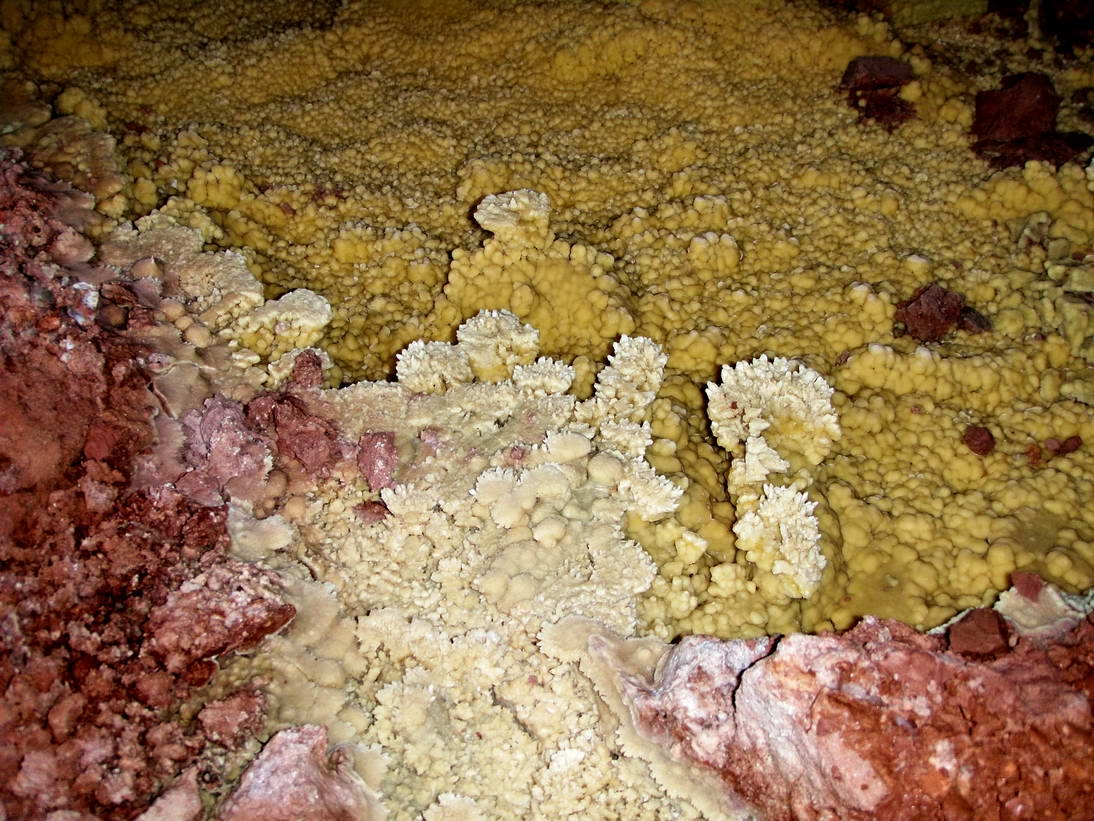
Popcorn.
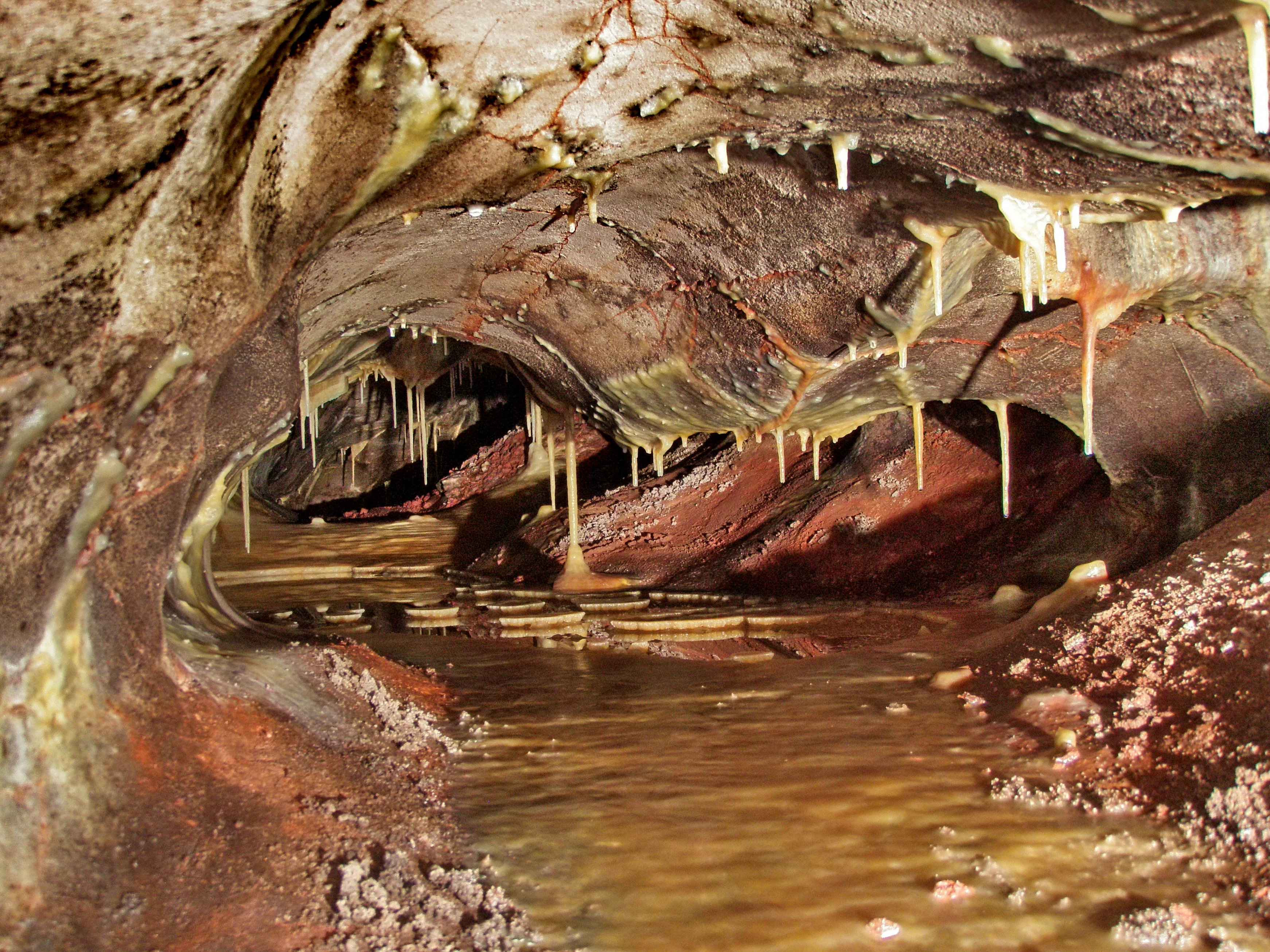
Skyway Lake.
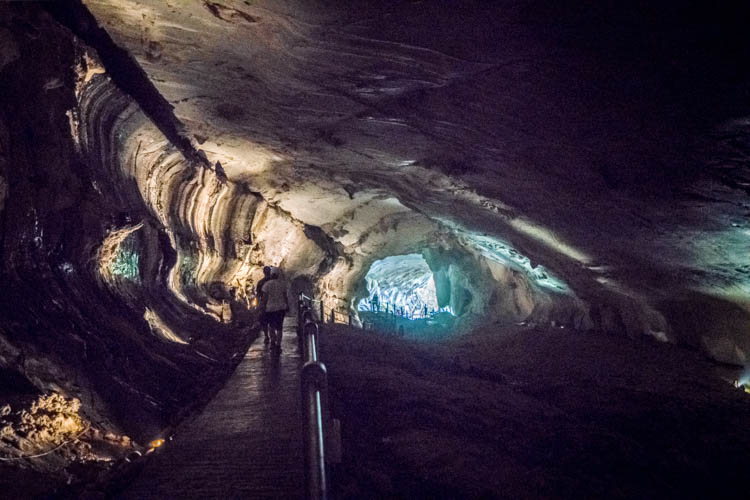
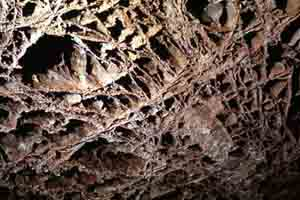
Filets de boxwork.
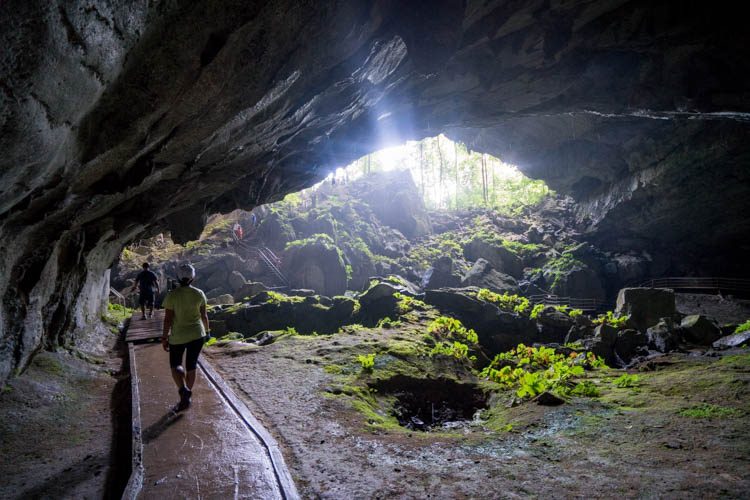

## Nature
Le parc national protège également, au-dessus des grottes, la plus grande prairie d'herbes mixtes des Etats-Unis. La prairie est un refuge pour la faune sauvage composée notamment de bisons, d'orignaux, de cerfs, de pronghorns, de coyotes, de chiens de prairie, de ratons-laveurs, de porcs-épics et de castors. En 1913, 14 bisons (espèce qui avait disparu) furent réintroduits, avec succès car les troupeaux se sont considérablement agrandis depuis. L'antilope pronghorn a été réintroduite à la même époque (tout comme le wapiti) : les 18 animaux d'origine sont maintenant entre 60 et 120. On y trouve également de petits prédateurs, chats sauvages, pumas, blaireaux, mais le coyote est le plus répandu. Le crotale des prairies est également présent. La prairie est complétée, sur ses hauteurs, par une forêt de pins ponderosa. 25 % du parc est couvert d'arbres.

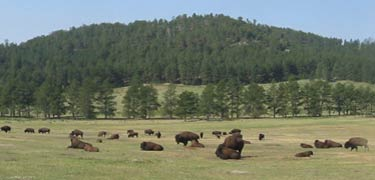
Bisons.
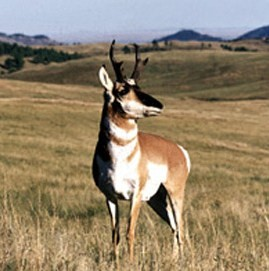
Pronghorn.
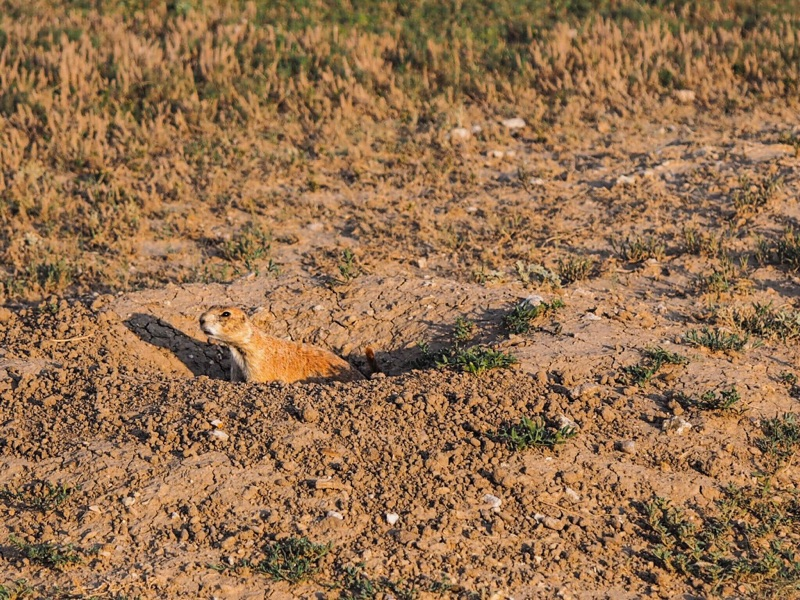
Chien de prairie.
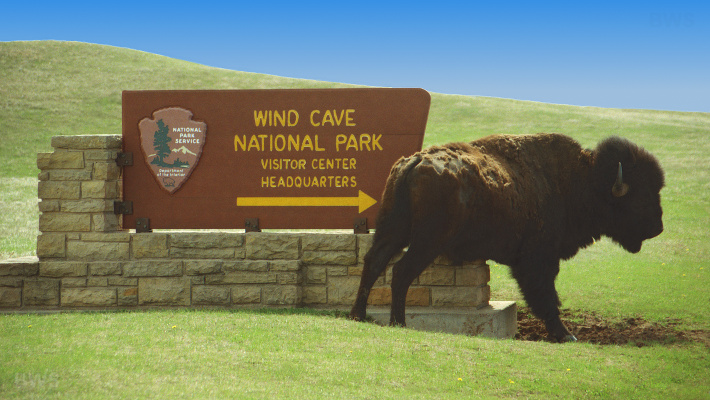
Bison.